# لوسيلا باسكوا
لوسيلا باسكوا (بالإسبانية: Lucila Pascua)‏ مواليد 21 مارس 1983 في ريبوليت، إسبانيا، هي لاعبة كرة سلة إسبانية. بدأت مسيرتها الاحترافية في سنة 2001. تلعب في الدوري الإسباني لكرة السلة للسيدات كلاعب وسط. وتحمل الرقم 13. يبلغ طولها 6 قدم 5 بوصة (2.0 م). مثلت منتخب بلادها. شاركت في دورة الألعاب الأولمبية الصيفية سنة 2004. لعبت مع نادي أفينيدا لكرة السلة للسيدات ونادي نوفي زغرب لكرة السلة.

## سجل المنافسة
شاركت في المنافسات التالية:
- الألعاب الأولمبية الصيفية 2004
- الألعاب الأولمبية الصيفية 2008
- الألعاب الأولمبية الصيفية 2016
- كأس العالم لكرة السلة للسيدات 2010
- كأس العالم لكرة السلة للسيدات 2014

## الميداليات
| الميدالية | المسابقة                                 |
| --------- | ---------------------------------------- |
| فضية      | الألعاب الأولمبية الصيفية 2016           |
| فضية      | كأس العالم لكرة السلة للسيدات 2014       |
| برونزية   | بطولة كأس العالم لكرة السلة للسيدات 2010 |

## روابط خارجية
- لوسيلا باسكوا على موقع الاتحاد الدولي لكرة السلة (الإنجليزية)
- لوسيلا باسكوا على موقع كرة السلة الأوروبية.كوم (الإنجليزية)
- لوسيلا باسكوا على موقع بروبوليرز (الإنجليزية)
- لوسيلا باسكوا على موقع سبورتس رفرنس (الإنجليزية)
- لوسيلا باسكوا على موقع اللجنة الأولمبية الدولية (الإنجليزية)
- لوسيلا باسكوا على موقع أوليمبيديا (الإنجليزية)